# Luftwaffenübungsplatz Ahrbrück
Der Luftwaffenübungsplatz Ahrbrück (auch Gutsbezirk Ahrbrück) war von 1938 bis 1945 ein militärisches Übungsgebiet der Reichsluftwaffe in der Osteifel.

## Areal
Der Übungsplatz umfasste eine Fläche von etwa 100 Quadratkilometern im damaligen Regierungsbezirk Koblenz. Er war im Westen begrenzt durch das Ahrtal, im Norden vom Tal des Kesselinger Bachs und Staffeler Bachs. Im Süden reichte der Platz bis zur Lützelacht (etwa 1 km nördlich der Hohen Acht). Im Osten grenzte das Gebiet an die Gemeinden Kempenich, Spessart und Schalkenbach.
| Dorf             | Gemeinde   | Amt        | Fläche     | Einw.      | Räumung      | Lage | NHN | gehört heute zu |
| ---------------- | ---------- | ---------- | ---------- | ---------- | ------------ | ---- | --- | --------------- |
| Beilstein        | Blasweiler | Königsfeld | [ Anm. 1 ] | [ Anm. 1 ] | 1. Mai 1939  | Lage | 448 | Heckenbach      |
| Blasweiler       | Blasweiler | Königsfeld | 356,0 ha   | 157        | 1. Mai 1939  | Lage | 451 | Heckenbach      |
| Cassel           | Heckenbach | Königsfeld | [ Anm. 2 ] | [ Anm. 2 ] | 1. Juli 1938 | Lage | 547 | Heckenbach      |
| Denn             | Denn       | Brück      | 467,7 ha   | 333        | 1. März 1938 | Lage | 197 | Ahrbrück        |
| Fronrath         | Heckenbach | Königsfeld | [ Anm. 2 ] | [ Anm. 2 ] | 1. Juli 1938 | Lage | 523 | Heckenbach      |
| Herschbach       | Herschbach | Adenau     | 1.210,3 ha | 309        | 1. Juli 1938 | Lage | 329 | Kaltenborn      |
| Kaltenborn       | Kaltenborn | Adenau     | 587,5 ha   | 319        | 1. Mai 1939  | Lage | 455 | Kaltenborn      |
| Lederbach        | Lederbach  | Kempenich  | 449,3 ha   | 227        | 1. Nov. 1938 | Lage | 509 | Hohenleimbach   |
| Niederheckenbach | Heckenbach | Königsfeld | 2.407,1 ha | 624        | 1. Nov. 1938 | Lage | 327 | Heckenbach      |
| Oberheckenbach   | Heckenbach | Königsfeld | [ Anm. 2 ] | [ Anm. 2 ] | 1. Nov. 1938 | Lage | 394 | Heckenbach      |
| Watzel           | Heckenbach | Königsfeld | [ Anm. 2 ] | [ Anm. 2 ] | 1. Juli 1938 | Lage | 363 | Heckenbach      |
| Weidenbach       | Weidenbach | Brück      | 1.373,7 ha | 176        | 1. Juli 1938 | Lage | 283 | Kesseling       |

Anmerkungen:
1. 1 2  Die Werte der 1938 zur Gemeinde Blasweiler gehörenden Ortschaft Beilstein sind bei Blasweiler enthalten.
2. 1 2 3 4 5 6 7 8  Die Werte der 1938 zur Gemeinde Heckenbach gehörenden Ortschaften sind bei Niederheckenbach enthalten.

Die Flächengrößen (Stand 1928) und Einwohnerzahlen (Stand 16. Juni 1925) sind dem preußischen Gemeindelexikon aus dem Jahr 1930 entnommen. Zu den hier genannten Flächen kamen noch etwa 3.000 Hektar aus den Gemarkungen von Brück, Hönningen, Liers, Dümpelfeld und Lückenbach hinzu.

## Geschichte

### Luftwaffenübungsplatz

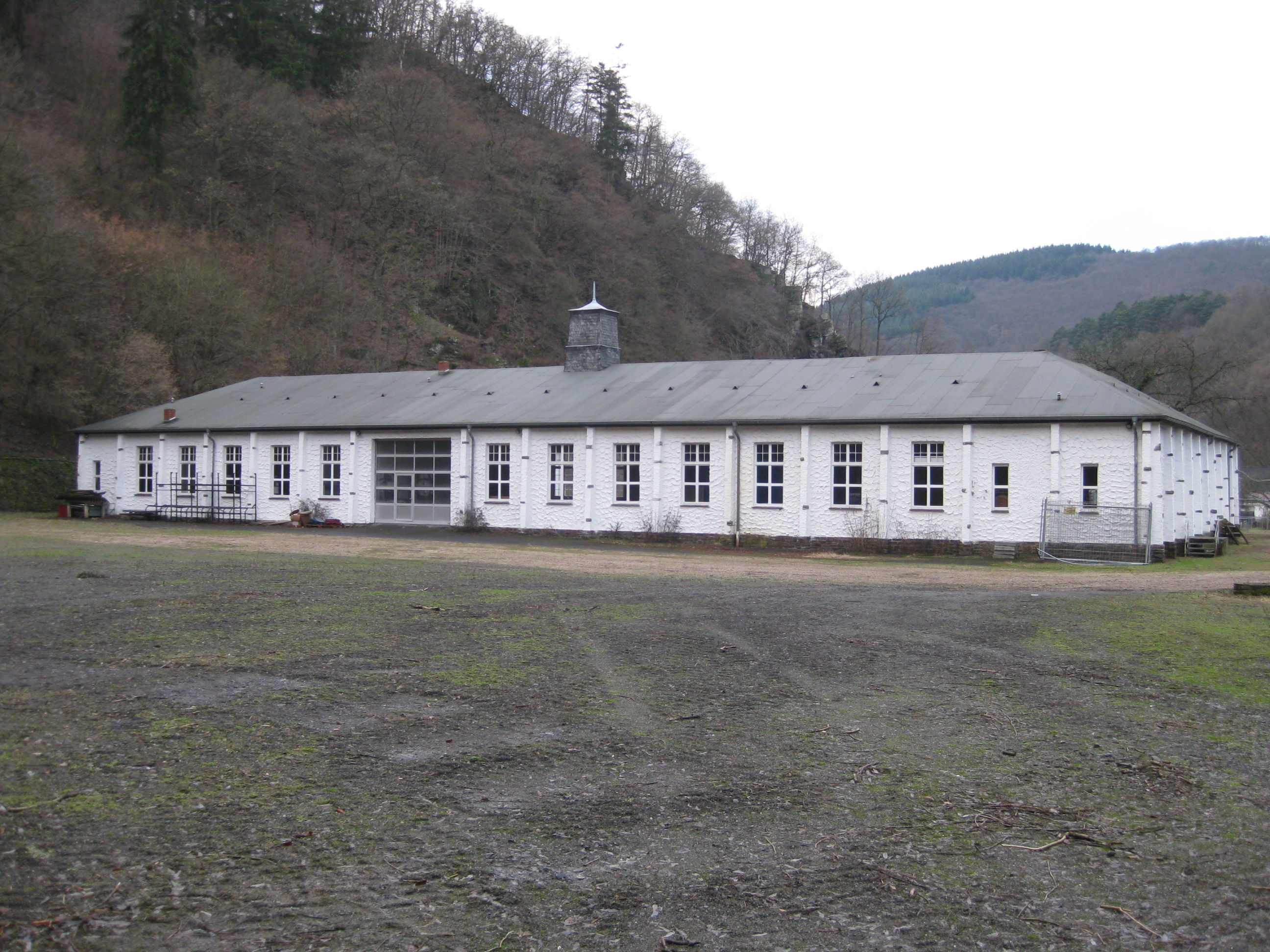
Kommandantur in Denn (heute Ortsteil Ahrbrück, südlich der L85)

Nach der Remilitarisierung des Rheinlandes im März 1936 wurden erste Gerüchte über eine militärische Nutzung der Region und die damit verbundene Räumung der Dörfer bekannt. Im April 1937 wurden die Bewohner der zwölf Dörfer vom Regierungspräsidenten in Koblenz offiziell über die Räumung des Gebiets informiert. Aufgrund einer Anfrage vom Mai 1937 teilte Hermann Göring, Oberbefehlshaber der deutschen Luftwaffe in einem Schreiben an den damaligen Bischof von Trier, Franz Rudolf Bornewasser, mit: „Es läßt sich leider nicht vermeiden, daß die Bewohner des für den Luftwaffenübungsplatz benötigten Geländes umgesiedelt werden, weil ihr Verbleiben wegen der Gefährdung durch den Übungsbetrieb nicht möglich ist. Mit der Durchführung der Umsiedlung habe ich die Reichsumsiedlungsgesellschaft beauftragt.“ Die Reichsumsiedlungsgesellschaft (RUGes) richtete Mitte 1937 in Ahrweiler eine Zweigstelle ein und begann damit, von hier aus den Ankauf der Grundstücke und die Räumung der Dörfer zu organisieren. Insgesamt wurden rund 3.000 Kaufverträge abgeschlossen und 13.000.000 Reichsmark gezahlt. Als neuer Eigentümer wurde das Deutsche Reich (Reichsfiskus Luftfahrt) in den Grundbüchern eingetragen.
Am 27. November 1937 wurden die vorgesehenen Räumungstermine bekannt gegeben. Für die Gemeinde Denn war als Abschluss der Räumung der 1. März 1938 vorgesehen, in drei Abschnitten folgten bis zum 1. Mai 1939 die übrigen Ortschaften. Von der Umsiedlung waren 400 Familien mit über 2.400 Personen betroffen. Vor der Räumung des Gebiets gab es hier etwa folgenden Viehbestand: 60 Pferde, 1.400 Stück Rindvieh, 1.100 Schafe, 520 Schweine, 320 Ziegen und 4.400 Hühner.
Als erstes Dorf war Denn geräumt und wurde am 1. März 1938 an die Luftwaffe übergeben. Hier wurde die Kommandantur eingerichtet. Die Räumungen von Fronrath, Cassel und Watzel waren im November 1938 abgeschlossen. Als letztes Dorf konnte am 23. Dezember 1939 die Räumung von Blasweiler nach Berlin gemeldet werden.
Die Gemeinden Blasweiler, Denn, Heckenbach, Herschbach, Kaltenborn, Lederbach und Weidenbach wurden aufgelöst und das Gebiet im „Gutsbezirk Ahrbrück“ zusammengefasst.
Auf dem Übungsplatz befanden sich drei Truppenlager, Ahrbrück mit dem Stab, ein weiteres im Ommelbachtal bei Dümpelfeld (heute ist dort ein Wochenendgebiet) und ein Biwakplatz in der Nähe der Waldarbeitersiedlung Hochacht. Als Bombenziel diente auch eine Fläche bei der Höhe „Auf der Wurst“ (615 m ü. NHN; ) südlich von Fronrath. Flak-Stellungen befanden sich in der Nähe der Teufelsley (496 m ü. NHN; ), bei Blasweiler und bei Hochacht. Bahnanschlüsse mit Be- und Entladerampen für die Geschütze waren in Brück und in Dümpelfeld.
Es gab Pläne, den Übungsplatz durch Einbeziehung von weiteren Dörfern zu vergrößern. Im Mai 1940 teilte die Reichsumsiedlungsgesellschaft der Kommandantur in Ahrbrück bezüglich einer Platzerweiterung mit:
„… bestätigen wir Ihnen hiermit, daß der Auftrag über die Einbeziehung von Kesseling und Staffel sowie eines Teils von Ramersbach in den Luftwaffenübungsplatz Ahrbrück am 18.5. bei uns eingegangen ist. Mit den Arbeiten ist von uns begonnen worden“.
Im März 1945 wurde die Region von der US-Army erobert und im Juli 1945 an die Franzosen übergeben. Als ehemaliges Eigentum der Wehrmacht kam der Luftwaffenübungsplatz zunächst in den Besitz der französischen Besatzungstruppen und wurde durch den Landesgouverneur von Rheinland-Pfalz, den Großwildjäger Hettier de Boislambert, als persönliches Jagdreservoir genutzt, denn der Wildbestand hatte nach dem Krieg enorm zugenommen.

### Wiederbesiedlung
Durch Erlass des französischen Generalgouverneurs Hettier de Boislambert vom 13. November 1946 wurde das Gelände zur Wiederbesiedlung freigegeben. Am 20. Dezember 1946 wurde durch den Oberpräsidenten von Rheinland-Hessen-Nassau Wilhelm Boden das vorher von der Wehrmacht in Anspruch genommene Gebiet als Siedlungs- und Umlegungsgebiet bestimmt und das „Kulturamt Adenau“ mit der Planung und Durchführung der Wiederbesiedlung beauftragt. Siedlungsträger wurde der zu diesem Zweck gegründete „Siedlungsverband Ahrbrück“.
Die Landzuteilung sollte vornehmlich an Rücksiedler erfolgen. Über die Abgrenzung der für die landwirtschaftliche Nutzung geeigneten Flächen und für die forstwirtschaftlichen Flächen bestand Einvernehmen zwischen Siedlungsverband, Landeskultur-Verwaltung und Forstverwaltung. Das Siedlungsprojekt umfasste rund 10.000 Hektar, davon sollten 1.500 Hektar landwirtschaftlich genutzt werden.
Im Jahr 1949 hatte das „Siedlerhilfswerk Schleswig-Holstein e.V.“ von dem Siedlungsprojekt in der Eifel erfahren. Nach Vorarbeit und Verhandlungen des Siedlungsbeauftragten des Caritasverbands Schleswig-Holstein e.V., Erich Kluckert, wurde im Februar 1950 entschieden, im überwiegend katholischen „Gutsbezirk Ahrbrück“ neben den einheimischen Rücksiedlern auch katholische Bauern aus dem Ermland ansässig zu machen. Denn in Schleswig-Holstein lebten auch zahlreiche Heimatvertriebene, die sich mit Vieh und Gerätschaften aus dem Ermland dorthin gerettet hatten.
Die Siedlungsbehörden planten für zehn Ortschaften den Neubau von 166 Gehöften und die Zuweisung der für einen lebensfähigen Betrieb jeweils notwendigen Landflächen. Für Rücksiedler waren 96, für Vertriebene 70 vorgesehen. Da einige der früheren Bewohner aus unterschiedlichen Gründen ihre Rücksiedlungsansprüche nicht ausnutzten, erhöhte sich später die Anzahl der ostpreußischen Neusiedler. Weiterhin wurden zwei Schulen neu errichtet und vier Kirchen wiederhergestellt.
Am 13. April 1950 traf auf dem Bahnhof von Brück der erste Transport mit 65 ermländischen Familien ein, sie brachten in 22 Waggons ihre geringen Besitztümer aus Schleswig-Holstein mit, darunter zwölf Pferde und landwirtschaftliche Geräte. Zunächst wurden 35 Familien in drei Baracken der früheren Luftwaffe in Denn (Ahrbrück), die übrigen in benachbarten Ortschaften untergebracht.
Der Name „Ermland“ der ehemaligen Gaststätte in Cassel erinnerte daran.
Anfang der 1950er Jahre erwarb die Firma Pörner & Söhne aus Gablonz (damals Sudetenland) in Ahrbrück Räumlichkeiten für die Errichtung eines neuen Betriebes. Die Kristallschleiferei wurde in den Gebäuden der ehemaligen „Kommandantur Ahrbrück“ eingerichtet.

### Nachnutzung
Noch in den 1990er Jahren nutzte die Bundesluftwaffe eine Liegenschaft am Osthang der Höhe 565,1 Auf Hochginster und Fernmeldetruppen eine Anlage nördlich der L 10 an der Lützelacht.
Historische Fotos

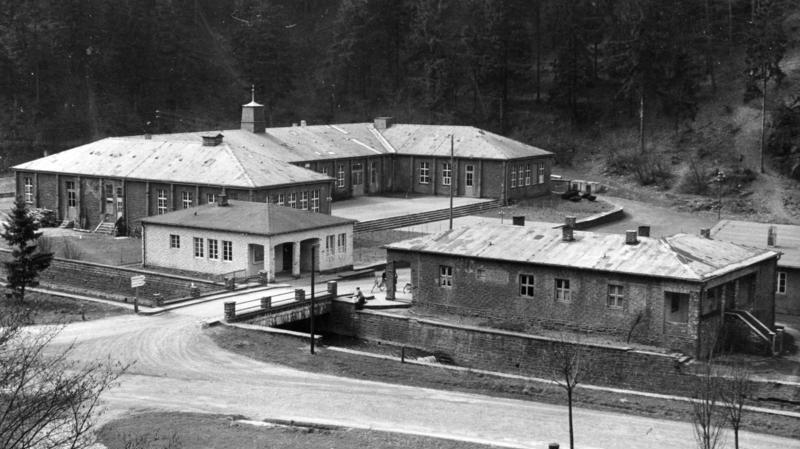
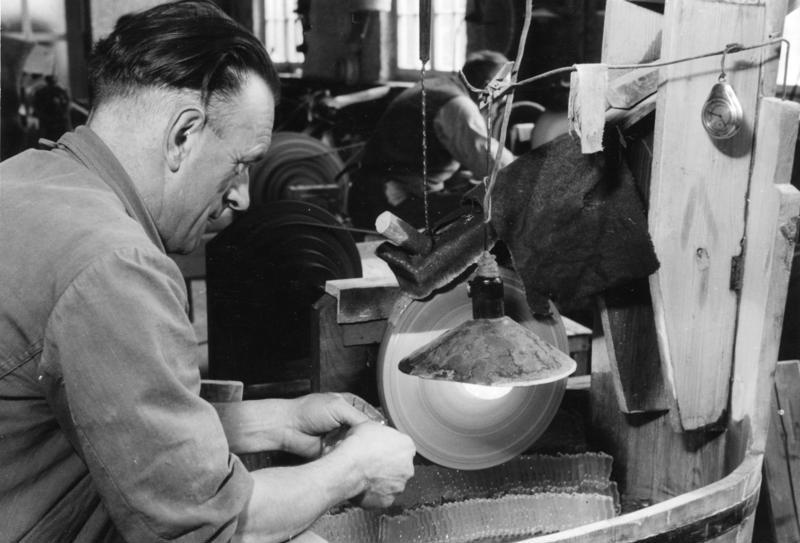
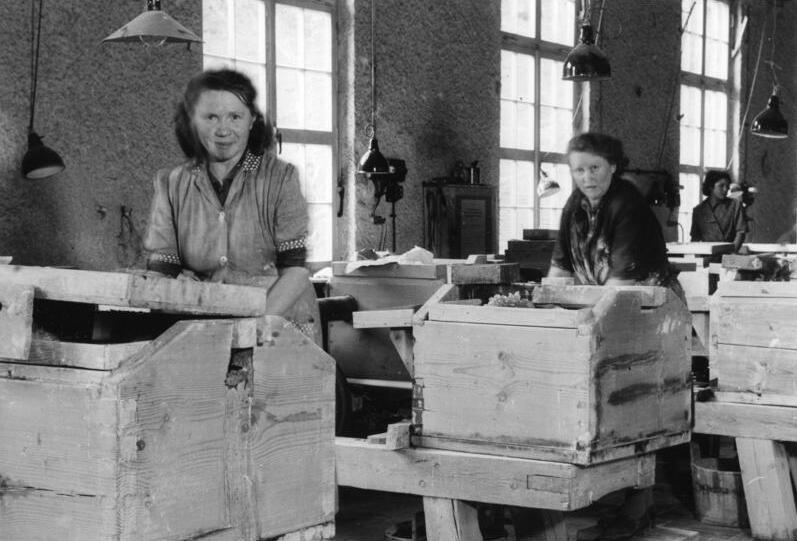
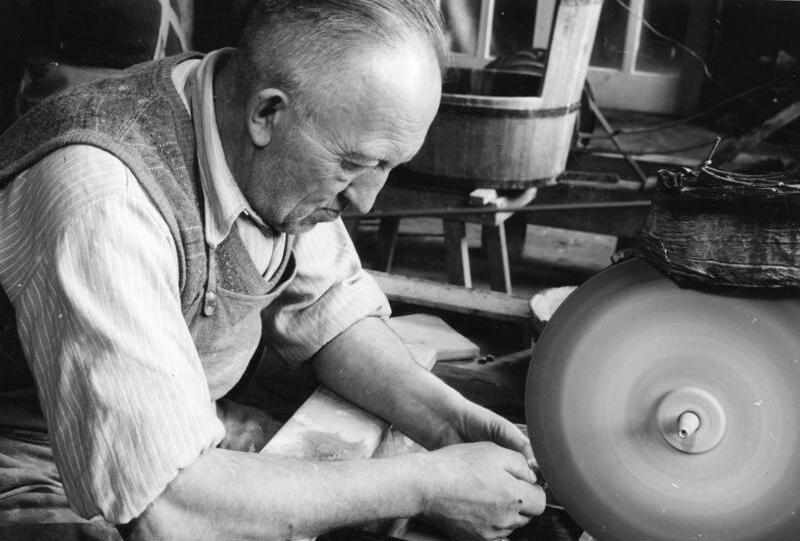

Luftwaffenübungsplatz Ahrbrück, Kommandantur und Wachgebäude; 1952: Kristallschleiferei Pörner in der ehemaligen Kommandantur